# L'illa misteriosa (novel·la)
|  | Aquest article tracta sobre la novel·la. Si cerqueu la pel·lícula, vegeu «L'illa misteriosa». |

L'illa misteriosa (L'Île mystérieuse en francès) és una novel·la de Jules Verne publicada en el Magasin d'Education et de Récréation de l'1 de gener de 1874 (volum 19, número 217) al 15 de desembre de 1875 (volum 22, número 264), i en un sol volum el 22 de novembre de 1875. Considerada per molts la seva obra mestra.
En ella s'aprecia l'admiració de l'autor per la ciència aplicada, tan present en tota la seva obra, sintetitzant-la a través d'un dels seus personatges que reuneix en si mateix el coneixement i la capacitat d'adaptació al medi de l'home: l'enginyer Cyrus Smith (Cyrus Harding en la versió d'Agnes Kinloch). Aquest personatge, dotat d'un ampli coneixement, articula la història i la fa versemblant. Tal com el mateix Verne aclaria al seu editor, aquesta seria "una novel·la que tractés sobre química": partint pràcticament des de zero, els protagonistes aconsegueixen fabricar fins i tot àcid sulfúric; un dels productes químics més avançats de l'època. Aquesta novel·la constitueix també l'epíleg de dues novel·les precedents de Verne, sense que es pugui dir que formen una trilogia: Vint mil llegües de viatge submarí i Els fills del capità Grant.

## Personatges
- Cyrus Smith: enginyer estatunidenc, es converteix en el cap natural dels nàufrags.
- Pencroff: marí de professió, tenia al seu càrrec el fill del seu capità, Harbert.
- Gedeón Spillet: periodista.
- Harbert: adolescent, fill del capità de Pencroff.
- Nab: antic esclau negre, manumès per Smith i al seu servei.
- Nemo: capità del Nautilus.
- Ayrton: presidiari evadit, confinat en un illot.
- Top : gos de Cyrus Smith.
- Júpiter : abreujat com "Jup", és un orangutan que aconsegueixen capturar i ensinistrar.